# Jean Kanapa
Pour les articles homonymes, voir Kanapa.
Jean Kanapa, né le 2 décembre 1921 à Ézanville et mort le 5 septembre 1978 à Saint-Cloud, est un écrivain, intellectuel et dirigeant du Parti communiste français.

## Biographie

### Origine et débuts
Fils d'un banquier juif, élevé dans les quartiers huppés de l'Ouest de Paris, Jean Kanapa est d'abord proche de Jean-Paul Sartre, qui avait été son professeur au lycée de Neuilly, et surtout de Simone de Beauvoir. Il est reçu quatrième à l'agrégation de philosophie en 1943 pendant l'Occupation, et enseigne au lycée de Saint-Étienne. Il adhère au PCF en août 1944, et entame un travail d'écriture qui se traduit par la publication d'un premier roman, Comme si la lutte entière…, en 1946.

### Ascension au PCF
Rapidement, il se consacre surtout à ses activités politiques en même temps qu'il critique désormais violemment les positions existentialistes de Sartre. La publication de l'essai L'existentialisme n'est pas un humanisme, qui prend à contre-pied celui du célèbre ouvrage de Sartre, le fait remarquer par Laurent Casanova, responsable des questions intellectuelles du PCF, qui lui donne la possibilité de développer ses positions grâce à la création, en décembre 1948, de La Nouvelle Critique, dont la direction est confiée à Kanapa.
Pendant dix ans, cette revue et son directeur sont les fers de lance d'un jdanovisme artistique ardent et sans concession. Après une polémique entre La Nouvelle Critique et l'écrivain Dionys Mascolo, Sartre écrit dans un article des Temps modernes : « Il faut plus d’une hirondelle pour ramener le printemps, plus d’un Kanapa pour déshonorer un parti », en concluant ainsi : « le seul crétin, c’est Kanapa. »

### Destabilisation après le pport Khrouchtchev
Les révélations du XXe Congrès du parti communiste de l'Union soviétique, qui remettent en cause le bilan de Staline, ouvrent une période de déstabilisation de la revue et de son directeur. Fin 1958, il quitte La Nouvelle Critique, désormais dirigée par Guy Besse, et séjourne à Prague comme correspondant français de La Nouvelle Revue internationale. Il devient membre du comité central du Parti communiste français en juin 1959.

### Les difficultés du début des années 1960
Au cœur des débats théoriques liés à la rupture entre l'URSS et la Chine, il ne parvient pas pour autant à se désengager de la mise en cause de Laurent Casanova par la direction du parti, en 1961. Sommé de désavouer publiquement son ancien mentor, il s'exécute pour ne pas risquer la perte de ses responsabilités au comité central.
Devenu correspondant de l'Humanité à Moscou en 1963, il exerce ensuite, mais très brièvement, la même responsabilité à La Havane. Il revient en France en 1966 et devient un proche conseiller de Waldeck Rochet alors que le PCF, débarrassé de la vieille garde thorézienne, entame une refondation idéologique. En 1967, il publie son quatrième et dernier roman, Les Choucas. 

### Bras droit de Georges Marchais
Après 1968, année pendant laquelle il s'est plus intéressé au printemps de Prague qu'à mai 68, il devient, auprès de Waldeck Rochet puis de Georges Marchais, le principal inspirateur de la nouvelle ligne du parti, un « socialisme aux couleurs de la France », prise de distance avec le modèle soviétique, le développement d'une « démocratie avancée » préalable au passage au socialisme, et qui s'achève, en 1976, par l'abandon par le PCF de la notion de dictature du prolétariat.
Il est le principal rédacteur du manifeste Le défi démocratique de 1973 et entre au bureau politique du parti en 1975.
En 1969, il participe à la création de l'Association d'amitié franco-coréenne, qui entretient des liens avec la Corée du Nord.
Il devient responsable de la cellule de politique étrangère du PCF, la POLEX, et initie et soutient le projet d'eurocommunisme porté par Enrico Berlinguer (PC italien) et Santiago  Carrillo (PC espagnol). C'est aussi lui qui suscite — avec le « rapport Kanapa » — le ralliement du PCF à la force de dissuasion nucléaire française en 1977. Son successeur à la POLEX sera Maxime Gremetz. 
Il a été la cible d'une tentative d'enlèvement et de remplacement par un sosie de la part de la CIA, qui n'a pas abouti. 
Il meurt d'un cancer du poumon à 56 ans.

## Publications
- Comme si la lutte entière, Nagel, 1946 (roman).
- L'existentialisme n'est pas un humanisme, Éditions sociales, 1947.
- Le Procès du juge, Nagel, 1947 (roman)
- Le Traître et le Prolétaire, ou l'entreprise Koestler and Co.Ltd suivis d'inédits sur les procès de Mathias Rakosi, 1950.
- Bulgarie d'hier et d'aujourd'hui : le pays de Dimitrov, Éditions sociales, 1953.
- Avec qui êtes-vous, maîtres de la culture? in Mésaventures de l’anti-marxisme – Les malheurs de M. Merleau-Ponty (ouvrage collectif), Paris, Éditions Sociales, 1956; p. 139-148.
- Question personnelle, Éditeurs français réunis, 1956 (roman)
- Socialisme et Culture, Éditions de la Nouvelle Critique, 1957.
- La doctrine sociale de l'Église et le marxisme, Éditions sociales, 1962.
- Du vin mêlé de myrrhe, Éditeurs Français Réunis, 1962 (contient quatre nouvelles : Soldati, soldati !, La crise, Excellence et Du vin mêlé de myrrhe).
- Les Choucas, Éditeurs Français Réunis, 1967 (roman).
- Pour ou contre l'Europe, avec Jacques Denis, Éditions sociales, 1969.
- La crise, roman, extrait du recueil Du vin mêlé de myrrhe, préface de Frédéric Beigbeder, La Déviation, 2021.
- Du vin mêlé de myrrhe, reprend la nouvelle titre et Excellence, La Déviation, 2023.

## Documentaire
- Paris, secrets d'espions, de Nicolas Bourgouin et Amandine Stelletta, France 5, 84 min, 13 mars 2022.

## À écouter
- Jean Kanapa, l'intellectuel communiste qui avait une passion pour l'erreur, émission de radio, France-Culture, 26 décembre 2021, 14 minutes[8].